# Heidrun Schmitt

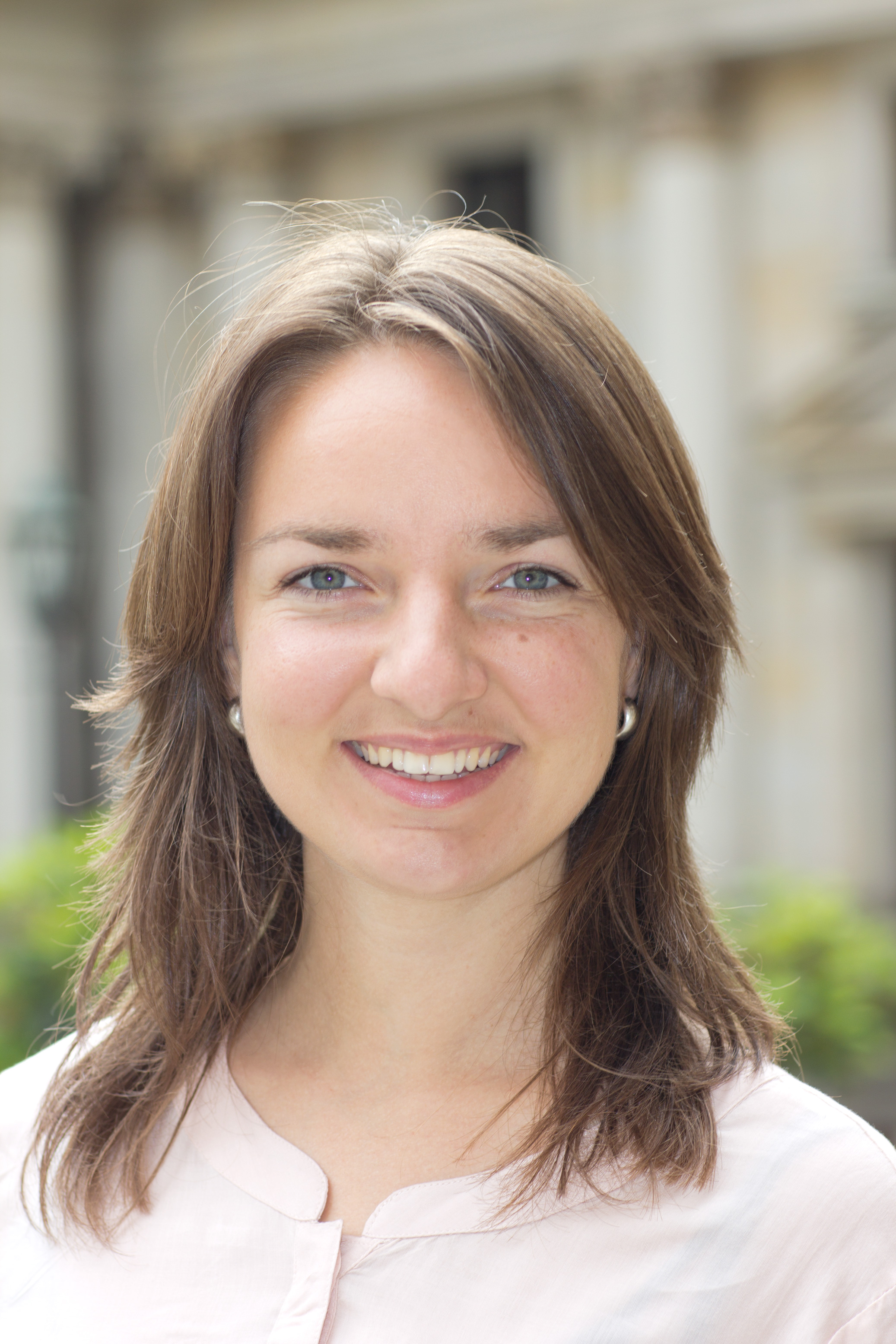
Heidrun Schmitt

Heidrun Schmitt (* 15. Oktober 1980 in Kirchheimbolanden) ist eine deutsche Politikerin der GAL, dem Hamburger Landesverband von Bündnis 90/Die Grünen. Von 2011 bis 2015 war sie Mitglied der Hamburgischen Bürgerschaft.

## Leben
Schmitt lebt seit 2001 in Hamburg. Sie absolvierte eine Ausbildung zur Logopädin und ein Studium der Umweltwissenschaften an der Hochschule Lüneburg, welches sie im Oktober 2010 abschloss.
Sie ist verheiratet.
Vor dem Mandat arbeitete Schmitt u. a. als Kreisgeschäftsführerin der GAL KV Altona.

## Abgeordnete
Heidrun Schmitt wurde 2011 über die Landesliste der Grün-Alternativen Liste (GAL) in die Bürgerschaft gewählt. Sie stand auf Platz 31 der Landesliste der GAL, welche in den Wahlunterlagen auf der rechten Seite ganz oben stand und aus diesem Grund parteiübergreifend überproportional viele Stimmen erhielt. Sie selbst sagt, dass der Einzug für sie überraschend war. In der Bürgerschaft engagierte sie sich als Mitglied in der Härtefallkommission, im Eingabenausschuss und Gesundheitsausschuss. Bei der Bürgerschaftswahl 2015 trat sie aus beruflichen Gründen nicht mehr an.